# Veconcibea
Veconcibea é um género botânico pertencente à família Euphorbiaceae.

## Sinonímia
- Conceveiba Aubl.
- Conceveibastrum (Müll.Arg.) Pax & K.Hoffm.
- Conceveibum A.Rich. ex A.Juss.

## Espécies
- Veconcibea latifolia
- Veconcibea pleiostemona

## Nome e referências
Veconcibea (Müll.Arg.) Pax & K.Hoffm..